# رایت‌موو
رایت‌موو (انگلیسی: Rightmove) شرکت املاک و مستغلات بریتانیایی است، که در سال ۲۰۰۰ تأسیس شد.